# Saint-Agne – SNCF (metropolitana di Tolosa)
Saint-Agne – SNCF è una stazione della metropolitana di Tolosa, inaugurata il 30 giugno 2007. È dotata di una banchina a 10 porte e perciò non può accogliere treni composti da più di due vetture.

## Architettura
All'interno della stazione è presente un'opera d'arte realizzata da Nicolas Hérubel. Si tratta di quattro scene di vita quotidiana: uno specchio deformante che ha in sovrimpressione una scala a pioli e un triciclo, in più sotto c'è la raffigurazione del quartiere e di fronte c'è una bici incastrata.

## Servizi
La stazione dispone di:
- Biglietteria automatica
- Scale mobili